# Lichtenau (Gemeinde Grünbach)
Lichtenau ist eine Ortschaft und eine Katastralgemeinde in der Gemeinde Grünbach in Oberösterreich.
Die Ortschaft im Unteren Mühlviertel liegt an der Landesstraße L 1482 etwas östlich von Rainbach im Mühlkreis, an das es wesentlich besser angebunden ist als die übrigen Ortschaften der Gemeinde Grünbach. Erstmals erwähnt wird der Ort um das Jahr 1270 als Liechtenowe. Nach den Reformen 1848/1849 konstituierte sich Lichtenau 1850 zur selbständigen Gemeinde. Diese war bis 1868 dem Amtsbezirk Freistadt zugeteilt und danach dem Bezirk Freistadt. Zusammen mit Rauchenödt erfolgte 1874 die Vereinigung mit Grünbach zur heutigen Gemeinde. Am 1. Jänner 2024 verfügte Lichtenau über 292 Einwohner.